# Seemannsamt

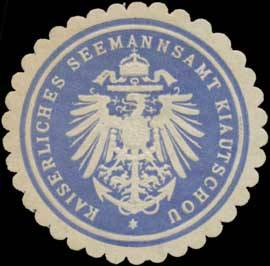
Siegelmarke Kaiserliches Seemannsamt Kiautschou

Seemannsämter waren bis 2013 als staatliche Behörden zuständig für die Anliegen von Seeleuten auf Kauffahrteischiffen unter deutscher Flagge sowie von deutschen Seeleuten auf Kauffahrteischiffen unter ausländischer Flagge im Geltungsbereich des Grundgesetzes.
Das Seemannsamt stellt dem Seemann ein Seefahrtsbuch aus, in das seine Fahrtzeiten als Sozialversicherungsnachweis eingetragen wurden. Es überprüfte die Erfüllung der Schiffsbesetzungsverordnung, die Zahl und Qualifikation der Schiffsbesatzung vorschreibt, und überprüfte die Musterrolle, in der alle an Bord beschäftigten Seeleute einzutragen waren (An- und Abmusterung).
Das Seemannsamt ging Beschwerden von Seeleuten nach und leitete gegebenenfalls entsprechende Verfahren ein, nahm Beweise auf und fällte Urteile. Themen waren: Schlichtung von Streitigkeiten zwischen Kapitän und Mannschaft, Krankenfürsorgepflicht des Reeders, fristlose Kündigung, Heimschaffung von Seeleuten, Austausch von Kapitänen, Seetüchtigkeit von Schiffen, Qualität der Verpflegung, Ahndung von Ordnungswidrigkeiten usw.
Im Ausland übernahm der deutsche Konsul die Aufgaben des Seemannsamtes.
Mit dem Seearbeitsgesetz gingen die Aufgaben der Seemannsämter zum 1. August 2013 auf die Berufsgenossenschaft Verkehr über; die Seemannsämter wurden geschlossen.